# 九九式艦上爆撃機
愛知 D3A 九九式艦上爆撃機
九九艦爆一一型(撮影年不明)
- 用途：急降下爆撃機
- 分類：艦上爆撃機
- 設計者：五明得一郎、森盛重、尾崎紀男[1]
- 製造者：愛知時計電機のち愛知航空機、昭和飛行機工業
- 運用者： 大日本帝国海軍
- 初飛行：1938年（昭和13年）1月
- 生産数：2,486機(1,495機[注釈 1])
- 生産開始：1939年（昭和14年）
- 運用開始：1940年（昭和15年）
- 退役：1945年（昭和20年）
- 運用状況：退役

九九式艦上爆撃機（きゅうきゅうしきかんじょうばくげきき）は、1936年（昭和11年）「十一試艦上爆撃機」として試作が始まり、愛知航空機（1943年愛知時計電機から独立）が受注・生産を行い、太平洋戦争初期から中期にかけて活躍した、日本海軍の艦上急降下爆撃機。略称は九九式艦爆、もしくは九九艦爆。記号はD3A。アメリカ側コードネームはVal（ヴァル）。

## 開発

### 十一試艦上爆撃機
当初海軍から試作の下命を受けたのは、中島飛行機・三菱航空機・愛知航空機であったが、三菱は早期に開発を断念し、中島と愛知が開発競争を行った。十一試艦上爆撃機では実用化に向けて堅実な設計が求められ、エンジンは既存の九六式艦上爆撃機搭載の中島『光』一型の改良型を用いることとされた。
愛知は、ドイツのハインケル He 70（海軍が民間型を1機輸入）を参考に、全金属製・固定脚、主翼両側下面に急降下制動ブレーキ板（ダイブブレーキ）を配置し、主翼は低翼式を採用、主翼・尾翼の端を楕円形とした。
昭和13年（1938年）に初飛行に成功。開発当初の本機の挙動は不安定で、何度も改良を余儀なくされた。特に問題であったのは翼端失速による不意自転である。これを主翼の捩じり下げの増加、および垂直尾翼前方のヒレを追加して解決した。

### 不意自転
垂直旋回、宙返り、その他の急激な特殊飛行の際、最大揚力係数付近（大迎角時）で操縦者の意図に反し、予兆なく急激な自転（左・右）を起こす現象を不意自転と称した。エルロンに連結された操縦桿が強烈に持って行かれ手首を挫いた例がある他、低空飛行時など運用上危険であり、空戦に備え前方固定機銃を持つ本機には致命的な欠陥であった。
彗星を設計した山名正夫は戦後、不意自転の原因について翼端失速および大迎角時の横安定と方向安定のアンバランスを挙げている。
本機における翼端失速の要因は、楕円翼の採用と、主脚取付部から外側の主翼に後退角を持たせた事であり、同時にこの後退角は横安定が強まる要因でもあった。
方向安定で見ると、本機のように丸断面の胴体を絞って後端を”点”に帰結する尾部に水平尾翼を中翼で取付るのは空気抵抗上は有利であるものの、小迎角で充分な方向安定を与えても大迎角では不充分になりやすい。
当時、海軍空技廠に所属し、本機の不意自転解消に尽力した山名正夫が取った対策は、まず翼端失速癖の改善で、主翼幅の約半分、翼端側の翼断面を改修して前縁半径を拡大、これにより不意自転は緩和されたがまだ不安定で、宙返りも完全な垂直平面内には納まらなかった。山名はこの症状を大迎角時の方向安定不足と判断し垂直尾翼の前に背鰭（ドーサルフィン）を追加、悪癖解消に成功する。単に垂直尾翼面積を増したのでは大迎角時に良くても小迎角時に方向安定が過大になり、新たな不具合を産むため背鰭は絶妙な解決策であった。

### 一一型
本機は中島社製の十一試艦爆と競争試作されたものであるが、中島十一試艦爆は海軍側の要求変更に対し、設計が間に合わず納期遅れで失格となった。これによって本機は1939年（昭和14年）12月16日、九九式艦上爆撃機として海軍に制式採用された。なお、名称にある九九式は採用年の皇紀2599年（西暦1939年）に由来する。試作機は中島製の光一型エンジンであったが、量産機では三菱の金星四四型（または四三型）が搭載された。1942年（昭和17年）4月7日には、兵器呼称が九九式艦上爆撃機一一型に改正された。

### 二二型
太平洋戦争の中期になると一一型では性能面で物足りない部分も増えてきたため、1942年（昭和17年）8月に仮称九九式艦上爆撃機一二型と呼ばれた改良型が試作され、1943年（昭和18年）1月7日に九九式艦上爆撃機二二型（D3A2）として制式採用された。
二二型はエンジンを金星五四型(1300 hp)に換装およびそれに伴うエンジンカウルの形状変更、プロペラスピナーの追加、後部可動風防の延長、スイングアームの構造変更、水平尾翼の構造変更などが施された。これらの改造により速度性能や上昇力は向上したが航続性能は低下した。二二型は1943年（昭和18年）初めから部隊配備が開始された。

## 生産
生産は1939年（昭和14年）から開始され、愛知において一一型（増加試作機を含む）、二二型が生産された。この他、昭和飛行機でも排気管を推力式単排気管とした二二型の後期生産型が生産された。この内、終戦時に残存していたのは135機だった。

## 派生型
二二型の一部の機体は、後部席に操縦装置を付けた練習機に改造された。これらの機体は仮称九九式練習用爆撃機（D3A2-K）と呼ばれていた。また、機体を全木製化した明星(D3Y)は、終戦時にテスト中であった。

## 戦歴

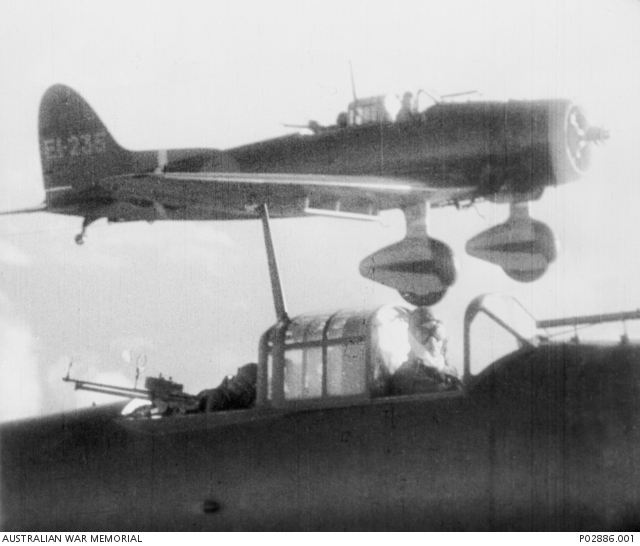
第二次ソロモン海戦で翔鶴艦載機

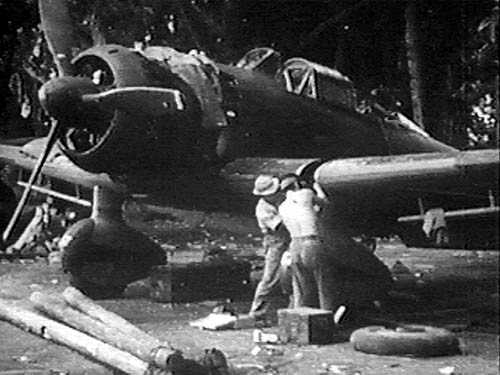
整備中の九九式艦上爆撃機

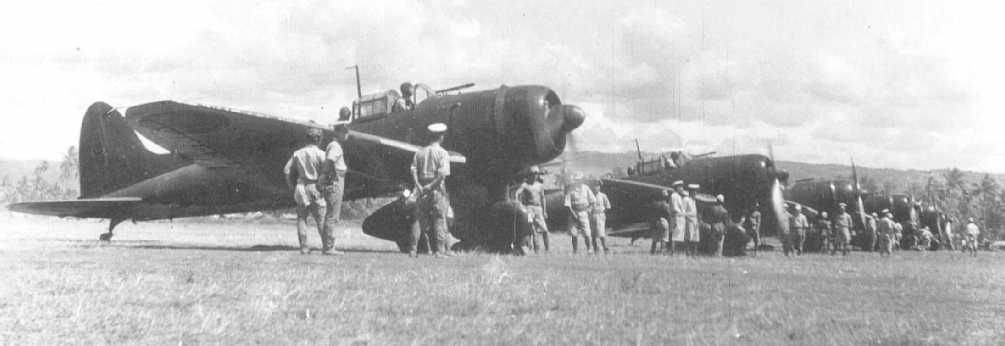
発進準備中の九九式艦上爆撃機

九九艦爆は、零式艦上戦闘機・九七式艦上攻撃機と共に太平洋戦争前期の日本海軍の快進撃を支え、真珠湾攻撃やセイロン沖海戦などで高い急降下爆撃命中率を示した。ハワイ海戦において九九艦爆は78機が艦船攻撃に参加し78発を投弾、うち命中確実なものは47.7 %と算定された。アメリカ側の判定による250 kg爆弾の命中状況は、戦艦ネバダに6発以上、戦艦メリーランドとペンシルベニアに各1発、軽巡ヘレナとローリーに各1発、駆逐艦カッシン、ダウンズ、ショーに各1発となっている。
続いて、九九艦爆は南方攻略作戦に投入される。1942年（昭和17年）1月下旬、空母機動部隊はラバウル、カビエン、ラエ、サラモア、マダン、アンボンを攻撃した。2月19日、ポートダーウィンを空爆、飛行場施設と在泊艦船に大打撃を与えた。ポートダーウィンでは在泊46隻中、21隻を撃沈、湾外で2隻撃沈、米軍水上機母艦「ウィリアム・B・プレストン」、大型貨物船9隻が大破、合計43,429 tを海に沈めた。同月27日にチラチャップを攻撃。3月1日にはクリスマス島沖にて給油艦ペコスを撃沈、ほかに駆逐艦エドソールを撃沈した。ペコスを攻撃した「加賀」艦爆9機は、命中弾1発だけだったという。3月5日のジャワ島チラチャップ港空襲では、商船3隻を撃沈、商船14隻を撃破し、のちに日本軍占領の際に14隻は自沈した。洋上では商船「ブーラウ・ブラス」、「ウールガー」が九九艦爆によって撃沈された。
セイロン沖海戦でも高い爆撃命中率を示し、4月5日イギリス海軍重巡洋艦コーンウォールとドーセットシャーを、攻撃開始からわずか20分足らずで撃沈。攻撃に参加した九九艦爆は赤城、蒼龍、飛龍から発進した53機である。同9日、バッティカロア沖にて空母ハーミーズと駆逐艦ヴァンパイア、コルベット ホリホック、給油船アセルステーン、ブリティッシュ・サージャントが、赤城、蒼龍、飛龍、翔鶴、瑞鶴から発艦した九九艦爆85機による攻撃で撃沈された。ハーミーズは45機に爆撃され、爆弾37発を被弾、平均命中率は82 %である。
九九艦爆はこの後も戦場に投入され続け、戦歴は珊瑚海海戦、ミッドウェー海戦、ソロモン海戦、南太平洋海戦、「い」号作戦、「ろ」号作戦、マリアナ沖海戦、フィリピン島決戦、沖縄決戦に至る。
珊瑚海海戦では翔鶴と瑞鶴の艦爆隊が投入された。1942年（昭和17年）5月7日、駆逐艦シムスを撃沈しタンカー1隻を撃破した。翌8日には決戦が行われ、33機の九九艦爆が攻撃に参加、空母レキシントンに250 kg爆弾2発、ヨークタウンに1発の命中弾を浴びせ撃破した。レキシントンはこの攻撃で大破炎上し、アメリカ軍の駆逐艦によって雷撃処分された。艦爆隊の損失は9機である。
ミッドウェー海戦では赤城、加賀、蒼龍が沈没する中、飛龍は2度にわたって反撃を行い、ヨークタウンを撃破炎上させた。第一次攻撃に参加した九九艦爆は18機である。九九艦爆は250 kg爆弾3発の命中弾を与えたものの、18機中13機を失った。さらに第二次攻撃（九七式艦攻10機）では魚雷2本が命中した。大破したヨークタウンは、翌日に日本軍の潜水艦伊一六八の雷撃を受けて沈没した。
1942年（昭和17年）8月24日における第二次ソロモン海戦で、翔鶴と瑞鶴の艦爆隊は空母エンタープライズを攻撃、27機の九九艦爆が出撃し急降下爆撃を敢行した。これによりエンタープライズは3発の命中弾を受けた。エンタープライズは中破して後退、しかし艦爆隊は23機を失った。
南太平洋海戦では、1942年（昭和17年）10月26日、瑞鶴の艦爆隊21機が出撃し、空母ホーネットに命中弾5発を与えた。翔鶴艦爆隊の19機はエンタープライズを攻撃し3発が命中。また隼鷹艦爆隊17機が出撃、軽巡サン・フアンと戦艦サウスダコタに命中弾1発を与えた。さらに4機が漂流状態のホーネットを攻撃して1発を命中させた。放棄されたホーネットはこの後日本軍の駆逐艦秋雲と巻雲により雷撃処分された。この戦果の代償として艦爆隊は40機を喪失した。
「い」号作戦以降は艦爆隊が陸上基地へ進出して戦うようになった。また、陸上基地航空隊に配備された九九艦爆が作戦参加の主体となっていく。「い」号作戦ではラバウルにおいて航空戦力460機が投入され、航空撃滅戦を企図した。この作戦に参加した九九艦爆は78機である。ガダルカナル島方面作戦、オロ湾攻撃、ミルン湾攻撃に投入された。多数の輸送船を撃破・撃沈したものの21機を喪失した。
九九艦爆の、空母からの作戦参加はマリアナ沖海戦によって終了した。1944年（昭和19年）6月19日と20日に行われた同海戦において、九九艦爆は空母大鳳、翔鶴、瑞鶴、隼鷹、飛鷹、瑞鳳に配備されていた。機数は合計38機である。このうち第六五二海軍航空隊は彗星艦上爆撃機36機で編成するはずが、彗星は9機しか配備されず、急遽九九艦爆で定数を埋めた部隊である。19日の第二次攻撃では、六五二空(隼鷹、飛鷹)から九九艦爆27機、零戦20機、天山艦攻3機が出撃する。しかし敵を発見できず、グアム島上空でF6F『ヘルキャット』30機に襲われて九九艦爆9機、零戦14機、天山3機が撃墜された。
続くフィリピン島決戦、沖縄決戦では特攻機として突入した。フィリピン島決戦では基地航空隊（701空）が艦船攻撃、飛行場爆撃を行った。さらに701空の九九艦爆は20機が特攻機となり、突入した。この攻撃は数日にわたり他の機体と共同で行われ、商船1隻と軽巡デンバーが損傷し、駆逐艦アブナー・リードが撃沈された。沖縄決戦時には、旧式化した九九艦爆に戦術的な用法の選択肢は少なく、特攻に主用された。計103機が突入。突入した部隊はほとんどが艦爆や艦攻の練習隊から編成されていた。うち九九艦爆の戦果と確認できるものは駆逐艦トウイッグス（損傷）、リトル（沈没）、アーロン・ワード（大破）である。
九九艦爆はこのほか、各基地で哨戒・索敵・攻撃に従事した。

## 栄光と悲劇
太平洋戦争前期に活躍したアメリカ海軍のSBD ドーントレス急降下爆撃機は、同時代の九九艦爆を性能面で上回っており、搭載爆弾は545 kg（1200 lbs）、最高速度は九九艦爆よりも30 km/hほど優速で、防弾装甲を施してあった機体の生存率は高かった。
日本海軍は九九艦爆開発中であった1938年（昭和13年）には既に「十三試艦上爆撃機」の試作を海軍航空技術廠で始めており、それは後に艦上爆撃機「彗星」として採用された。しかし愛知航空機での本格的な量産と前線配備は日本の敗色が濃厚となった戦争末期で、彗星が採用した液冷エンジンはその機構の複雑さなどから生産の遅延と前線での整備の効率を下げた。また日本海軍では正規空母が減少しており、小型空母では長い滑走距離を必要とする彗星を運用する事は難しかった。日本海軍は性能的には旧式となった九九艦爆に代わる彗星の必要数を用意できず、零戦21型に250 kg爆弾を装備させた戦闘爆撃機を配備していった。
それでも九九艦爆の運用は続けられたが、米軍においては新鋭戦闘機F6Fの大量投入や近接信管（VT信管）の開発がなされ、反攻体制が整いだしたソロモン諸島の戦いからは、低速で防弾装甲も貧弱な九九艦爆は多大な消耗を重ね、パイロットの犠牲者は膨大な数に及んだ。エンジン出力と速度を改良した二二型も十分な性能とは言えず、その生存性の低さから「九九式棺箱（かんばこ）」「窮窮式艦爆」というあだ名もつけられている。
1944年（昭和19年）10月にフィリピンの戦いが始まると、10月27日に実施された第二神風特別攻撃隊を皮切りに、多くの九九艦爆が特攻に使用された。また沖縄戦の特攻でも艦爆専修の練習航空隊から選抜された隊で数十機単位の九九艦爆が使われている。
太平洋戦争（大東亜戦争）の初期における九九艦爆の活躍は、航空決戦思想の有用性を証明するものであった。ハワイ海戦（真珠湾攻撃）ではアメリカ海軍の太平洋艦隊をほぼ一方的に撃破、日本の南方進出においても東南アジアの各地にあった連合軍の拠点を空爆することで日本軍の迅速な進撃を実現した。史上初の空母同士の海戦においても投入され、持ち前の急降下爆撃能力を発揮しアメリカ海軍の空母部隊に大きな打撃を与えている。
しかし戦局が進むにつれて当初の高性能も旧式化していき、馬力向上などの改良が加えられるも損害は目に見えて増大。それでも完全に旧式化していた戦争末期まで運用が続けられた。最終的には艦載機としてではなく陸上基地から特別攻撃隊として飛び立っていった本機の軌跡は、栄光と悲劇に満ちたものであった。

## 諸元

三面図（一一型、D3A1）

| 制式名称     | 九九式艦上爆撃機一一型               | 九九式艦上爆撃機ニニ型               |
| ------------ | ------------------------------------ | ------------------------------------ |
| 記号         | D3A1                                 | D3A2                                 |
| 全長         | 10.185 m                             | 10.231 m                             |
| 全幅         | 14.360 m                             | 14.360 m                             |
| 全高         | 3.348 m                              | 3.348 m                              |
| 翼面積       | 34.970 m2                            | 34.970 m2                            |
| 自重         | 2,390 kg                             | 2,750kg                              |
| 全備重量     | 3,650kg                              | 3,800kg                              |
| 動力         | 金星四四型                           | 金星五四型                           |
| 出力         | 離昇1,070馬力                        | 離昇1,300馬力                        |
| 最高速度     | 381.5 km/h（高度2,300 m）            | 427.8 km/h（高度5,650 m）            |
| 実用上昇限度 | 8,070 m                              | 10,500 m                             |
| 航続距離     | 1,472 km                             | 1,050 km                             |
| 武装         | 機首固定：7.7mm×2、後方旋回：7.7mm×1 | 機首固定：7.7mm×2、後方旋回：7.7mm×1 |
| 爆装         | 250 kg × 1、60 kg × 2                | 250 kg × 1、60 kg × 2                |
| 乗員         | 2名                                  | 2名                                  |

## 現存する機体
| 型名   | 機体写真 | 所在地                          | 保存施設/管理者                      | 公開状況 | 状態     | 機体番号                                                     | 備考                 |
| ------ | -------- | ------------------------------- | ------------------------------------ | -------- | -------- | ------------------------------------------------------------ | -------------------- |
| 二二型 |          | アメリカ合衆国 テキサス州       | 国立太平洋戦争博物館                 | 公開     | 静態展示 | 胴体は製造番号 3105 尾翼部分は製造番号 3357 尾翼番号 582-248 |                      |
| 二二型 |          | アメリカ合衆国 カリフォルニア州 | プレーンズ・オブ・フェイム航空博物館 | 公開     | 修復中   | 製造番号 3179                                                |                      |
| 二二型 |          | アメリカ合衆国 グアム準州       | グアム太平洋戦争博物館               | 公開     | 静態展示 | 不明                                                         | 尾翼、エンジンのみ。 |

## 登場作品

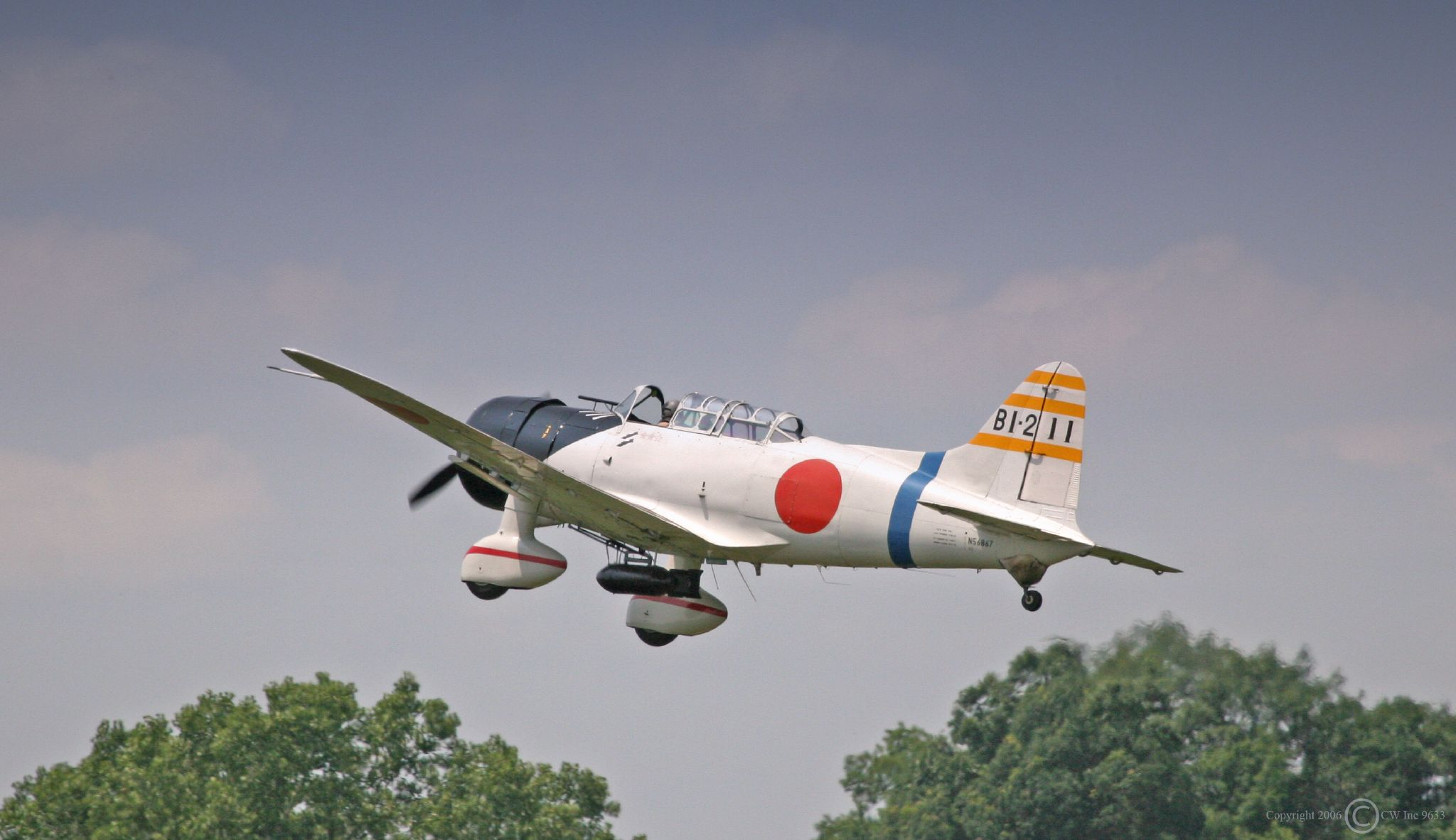
ヴァルティーBT-13改造の九九式艦上爆撃機（2006年撮影）

### 映画
『硫黄島からの手紙』
硫黄島の飛行場に何機か駐機されている。
『永遠の0』
『トラ・トラ・トラ!』
撮影にはヴァルティー BT-13 ヴァリアントの改造機が使われた。
『パールハーバー』
撮影には映画『トラ・トラ・トラ!』で使用された改造機が再び使われた。

### 漫画・アニメ
『曳光弾回廊』（戦場まんがシリーズ）

### 小説
『八八艦隊物語』
外伝「鋼鉄のガルーダ」に登場する。Ju 87 スツーカになぞらえ、対地・対戦車攻撃用に、機体下部に40mm機銃を搭載した架空の「22型乙」が作中に登場。
『レイテ驀進1 逆襲の機動部隊』
マリアナ沖海戦に第二航空戦隊所属機として参加しており、「飛鷹」「隼鷹」「龍鳳」から計27機が発艦する。

### ゲーム
『War Thunder』
『蒼の英雄 Birds of Steel』
『艦隊これくしょん～艦これ～』
艦上爆撃機カテゴリーの艦載機装備として登場。一一型がモデルの通常機のほかに、九九式艦爆（熟練）、九九式艦爆（江草隊）、九九式艦爆二二型、九九式艦爆二二型(熟練)が登場する。
『アズールレーン』
重桜の爆撃機として九九式艦爆が登場する。
『バトルフィールド1942』
日本軍の攻撃機として機体に「報国-303」と書かれたものが登場する。